# حقوق الإنسان في نيبال
وقع صدام بين قوات الحكومة النيبالية والحزب الشيوعي النيبالي «الماوي» بين عامي 1996 و2006، ما أدى إلى انتهاك حقوق الإنسان في جميع أنحاء البلاد. اتُهم الطرفان بالتعذيب والقتل غير القانوني والاعتقالات التعسفية وعمليات الخطف. كانت نيبال أثناء هذا الصراع موطنًا لأكثر حالات الاختطاف في العالم. اعتُبر الصراع أيضًا السبب الرئيسي في توقف عمليتي التنمية والتطور في نيبال.
أسفر الصراع عن انخفاض مستوى معيشة الإنسان ما أدى إلى الفقر وسوء الأوضاع الصحية والتعليمية وعدم المساواة بين الجنسين.
ما زالت هذه القضايا مستمرة حتى يومنا هذا. إذ يعاني الشعب النيبالي من حالات التفرقة والتمييز العرقي والطائفي والجنسي، بالإضافة إلى سوء الأوضاع المعيشية لسكان المناطق الريفية في نيبال لعدم حصولهم على ما يكفي من الرعاية الصحية والتعليم وغيرها من الحقوق. مازالت البلاد تعاني من العنف، لا سيما تجاه النساء. والتفاوت الاقتصادي سائد، ومازالت المشكلات الصحية قائمة؛ ما أسفر عن ارتفاع معدلات وفيات الأطفال في بعض المناطق، إضافة إلى الأمراض النفسية، وعدم كفاية خدمات الرعاية الصحية.
بدأت الأحوال تتغير بعد عام 2006، عندما تم التوقيع على اتفاق السلام الشامل بين الحكومة والأحزاب السياسية والماويين لإنهاء صراع دام عقدًا كاملًا من عام 1996 إلى عام 2006، ونص الاتفاق على استعادة النظام الديمقراطي وسيادة القانون في نيبال.

## التاريخ

### الصراع 1996-2006
من عام 1996 إلى عام 2006، عاشت نيبال فترة صراع عنيف بين الحكومة والجماعة السياسية المتمردة المتمثلة بالحزب الشيوعي النيبالي «الماويون». حمل الماويون السلاح ضد الحكومة النيبالية لمحاربة النظام الذي اعتبروه فاسدًا وعنصريًا. قال باحثون إن الفوارق العرقية والطائفية والجنسية وتفاوت الأوضاع المعيشية بين الريف والحضر في نيبال غذّت هذا النزاع. في عام 2006، وقع الطرفان اتفاقية السلام الشامل لإنهاء الصراع وتشكيل حكومة تعاونية. ومع ذلك، مازال الصراع السياسي المستمر يعيق عملية تحقيق السلام. 
وفقًا لما ذكره باركر (2013)، مات نحو 13000 شخص (بينهم 500 طفل) وتشرد ما بين 100000 و200000 نيبالي (بينهم 40000 طفل) أثناء فترة الحرب. ذكرت منظمة الأطفال العاملين في نيبال أن 27323 طفلًا نُقلوا من مجتمعاتهم المحلية ليشاركوا في الحرب، ربما كجنود أطفال. صنفت نيبال بأنها الدولة التي شهدت أكبر عدد من حالات الاختطاف في جميع أنحاء العالم من عام 1996 إلى عام 2006. مارس كلا طرفي الصراع أعمال التعذيب والقتل العشوائي، وتعرض كثير من المدنيين للقتل غير المتعمد، أو للهجوم بسبب دعمهم للجانب المعارض.
تسبب الصراع في انتهاك حقوق الإنسان في جميع أنحاء نيبال. وتقيدت القدرات البشرية في مجالات الصحة والتعليم والمساواة بين الجنسين والتعذيب وحقوق الطفل وغيرها.

#### التعذيب
اتُهم كل من القوات الحكومية والماويين بتعذيب السجناء السياسيين وكل من عارضوا آراءهم أثناء فترة الصراع بين عامي 1996-2006، بمن فيهم الأطفال. وتوجد أدلة على ممارسة الشرطة النيبالية لعمليات التعذيب، خاصة أثناء فترة الصراع.
وفقًا لستيفنسون (2001)، شمل التعذيب المُطبق أثناء الصراع كل الأشكال الجسدية والجنسية والنفسية. استخدمت الحكومة الاغتصاب كوسيلة للتعذيب أيضًا. أفاد سينغ وآخرون (2005) بأن 70% من السجناء النيباليين تعرضوا للتعذيب في السجن، قدر مركز ضحايا التعذيب أن 16000 شخص تعرضوا للتعذيب في كل سنة خلال فترة الحرب.
مارست الحكومة الماوية أساليب التعذيب لإجبار السجناء على الاعتراف وإجبار المواطنين على التصرف وفقًا لأوامرهم. يذكر ستيفنسون (2001) أن 50% من ضحايا التعذيب قالوا أنهم اعترفوا فقط نتيجة تعرضهم للتعذيب.
نتج عن التعذيب في بعض الأحيان مشاكل جسدية طويلة الأمد مثل الإعاقة والألم المزمن والضعف. إضافةً إلى مشاكل عقلية ونفسية، مثل اضطراب ما بعد الصدمة والقلق والاكتئاب والأرق وصعوبة في الأكل واضطرابات الانفصام.

#### الاختطاف والاعتقال والإعدام
من عام 1996 إلى عام 2006، صُنفت نيبال بأنها الدولة التي شهدت أكبر عدد من حالات الاختطاف. اعتقلت الحكومة النيبالية أيضًا مواطنين وقتلتهم دون مبرر ودون إجراء محاكمة شرعية. من بين المعتقلين والمخطوفين والمحكوم عليهم بالإعدام، يوجد مواطنين مشتبه بكونهم معارضين للحكومة، يوجد أيضًا عمال في منظمات لا حكومية وصحفيين.
اتُهم الماويون باعتقال المواطنين وقتلهم أيضًا. أثناء الصراع، أخذوا عددًا من الطلاب ودربوهم لكي ينضموا إلى القوات الماوية ويساعدوها، ويصبحوا أحيانًا جنودًا أطفالًا. وفقًا لمنظمة الأطفال العاملين في نيبال، أخذ الماويون نحو 27323 طفلًا. لم يعترف الماويون بتدريب الجنود الأطفال واستغلالهم للمشاركة في الصراع، على الرغم من وجود أدلة على فعلتهم هذه وفقًا لباحثين مثل باركر (2013).علّم الماويون الطلاب وجهة نظرهم السياسية أيضًا.

## المشاكل الراهنة
تشمل المشاكل الراهنة المتعلقة بحقوق الإنسان مشكلة الفقر (لا سيما في المناطق الريفية)، والفوارق التعليمية، واللامساواة بين الجنسين، والقضايا الصحية، وانتهاك حقوق الطفل.

### الفقر
الفقر هو انتهاك مستمر لحقوق الإنسان في نيبال. يعاني نحو 42-45% من النيباليين من الفقر (يعيشون على دخل يقع تحت خط الفقر) وفقًا لباركر (2013) وبول (2012)، بينما أفاد تقرير التنمية البشرية لعام 2014 أن 25% من النيباليين يعانون من الفقر. حددت الأمم المتحدة أن نسبة الفقر تعادل64.7 % باستخدام مؤشر الفقر متعدد الأبعاد (MPI). أفاد بوسال (2012) أن 75% على الأقل من مواطني نيبال يعيشون في حالة فقر في حال اعتبار خط الفقر يعادل 2 دولار يوميًا.
يفتقر الأطفال في بعض المناطق في نيبال إلى الموارد الغذائية الكافية؛ في أكثر هذه المناطق سوءًا، يعيش نحو 60% من الأطفال دون طعام كافٍ. وفقًا لتقرير التنمية البشرية، يعادل مؤشر الفقر البشري (HPI) في البلاد 31.12، وهو رقم مرتفع نسبيًا (يشير ارتفاع مؤشر الفقر البشري في البلاد إلى زيادة الفقر فيها). ومع ذلك، انخفض مؤشر الفقر البشري في نيبال خلال السنوات الماضية بنسبة 21.4 % من عام 2001 إلى عام.2011
يرتبط الفقر أيضًا بالعرق والطائفة، بالرغم من زيادة محاولات تحقيق المساواة بين المجموعات العرقية والطوائف، لا تزال الأقليات العرقية وبعض الطبقات الدنيا تعاني من معدلات الفقر الأعلى.

### الصحة
تدهورت الأحوال الصحية في نيبال خلال فترة الصراع بين عامي 1996 - 2006. كان للتعنيف أثر شديد على صحة النساء والأطفال بشكل خاص. منع الصراع وصول الإمدادات الطبية الأساسية إلى من يحتاجها من السكان، وخاصةً الأطفال. وصل معدل وفيات الأمهات الحوامل أثناء الصراع إلى 24/1.
انخفضت قدرة الطاقم الطبي على العمل بشكل كبير أثناء فترة الصراع، ما أثر سلبًا على صحة النيباليين. اعتُقل أفراد طاقم العمل الطبي وقُتل بعضهم وتوقفت المستشفيات عن العمل. أجبر التعنيف المُمارس معظم هؤلاء الأفراد على ترك وظائفهم.
تستمر مؤشرات الصحة في نيبال بالانخفاض حتى هذا اليوم. تختلف الأوضاع الصحية بحسب المكان الذي يعيش فيه الفرد في نيبال وبحسب الفئة التي ينتمي إليها. ذكر بوتاراي (2012) أن 50% من الفقراء يعيشون على بعد يتجاوز  30دقيقة من أقرب مستشفى منهم. إضافة إلى ذلك، يتعذر على قسم كبير من السكان الحصول على المياه النظيفة والغذاء. 
تعد هذه مشكلة كبيرة بالنسبة للمناطق الريفية في نيبال، إذ يوجد عدد أقل من الأطباء. تُظهر دراسة بوتاراي نفسها أن 21% فقط من سكان الأرياف في نيبال يعيشون على بعد ثلاث ساعات من أقرب مستشفى عام؛ في حين يضطر البعض إلى السفر لفترات أطول للوصول إلى طبيب ما. إضافةً إلى أن معدلات وفيات الأطفال الصغار في المناطق الريفية أعلى منها في المناطق الحضرية. يفضل المواطنون المسنون العيش في المناطق الريفية، ما يعيق إمكانية حصولهم على الرعاية الصحية اللازمة. أخيرًا، ذكر بوتاراي أن سكان المناطق الريفية ينفقون من أموالهم على الرعاية الصحية أكثر من سكان المدينة. 
تشكل الصحة النفسية مشكلة كبيرة في نيبال. لاحظ باحثون ارتفاعًا في نسبة المشاكل النفسية مثل الاكتئاب والقلق واضطراب ما بعد الصدمة، ورجّحوا أنها ناجمة عن العنف الذي شهدوه أثناء الصراع. ازدادت أيضًا قضايا الانتحار. وعلى الرغم من زيادة الحاجة إلى خدمات الرعاية النفسية، لا يوجد سوى 2.2 طبيبًا نفسيًا و0.6 عالمًا نفسيًا و1.5 سريرًا داخل المشفى لكل 100000 شخص في نيبال، وفقًا للويتيل (2015). في جميع أنحاء نيبال، لا يملك أطباء الرعاية الأولية أيًا من الأدوية النفسية التي يحتاجونها، ويقف الأطباء النفسيون عاجزين أمام الوضع الراهن، ولا يتلقى أطباء الرعاية الأولية التوجيه والتدريب الواجبين لعلاج الأمراض النفسية بشكل مناسب. تفتقر المناطق الريفية في نيبال بشكل خاص للوسائل اللازمة لعلاج الأمراض العقلية والنفسية، فمعظم الأخصائيين النفسيين يقيمون في المناطق الحضرية.

### التعليم
تعرقلت عملية تعليم الأطفال بشكل كبير خلال فترة الصراع بين الماويين والحكومة النيبالية. تعرض كل من الطلاب والمدرسين للهجوم في المدرسة، وبسبب التعنيف الحاصل، مُنع بعض الطلاب من الذهاب إلى المدرسة في تلك الفترة. اضطرت معظم المدارس إلى الإغلاق أو قل عدد الطلاب الوافدين إليها بسبب الهجمات والتهديدات التي تلقتها. أما بالنسبة للمدارس التي بقيت مفتوحة، قلّ عدد ساعات الفصول الدراسية فيها بشكل كبير أثناء الحرب.
احتل الماويون المدارس واستخدموها كملاجئ لهم وكأراضٍ للتجنيد. دربوا الأطفال ليصبحوا جواسيس أو رُسل، وحولوهم إلى عمال وجنود صغار ليدعموا القضية الماوية. أجبر الماويون المعلمين بأساليب تعنيفية على استخدام المناهج الدراسية الماوية وتعليم الأطفال الاتجاهات السياسية الماوية. على الرغم من أن الأثر السلبي للعنف الناجم عن الصراع على عملية التعليم كان كبيرًا، إلا أن بعض النيباليين أشادوا بالماويين لأنهم جعلوا مدارسهم أكثر شمولًا للفتيات والطبقات الاجتماعية الدنيا، وساعدوا في إدارة المدارس بسلاسة أكبر.